# Francisco I. Madero, La Grandeza
Francisco I. Madero är en ort i Mexiko.   Den ligger i kommunen La Grandeza och delstaten Chiapas, i den sydöstra delen av landet, 900 km sydost om huvudstaden Mexico City. Francisco I. Madero ligger 1 925 meter över havet och antalet invånare är 303.
Terrängen runt Francisco I. Madero är bergig norrut, men söderut är den kuperad. Runt Francisco I. Madero är det ganska tätbefolkat, med 96 invånare per kvadratkilometer. Närmaste större samhälle är Motozintla de Mendoza, 17,3 km söder om Francisco I. Madero. I omgivningarna runt Francisco I. Madero växer huvudsakligen savannskog.